# 樽井漁港
樽井漁港（たるいぎょこう）は、大阪府泉南市にある港で漁港漁場整備法（昭和25年5月2日法律第137号）第1章第5条に規定する第1種漁港である。

## 概要
- 所在地 - 大阪府泉南市
- 管理者 - 泉南市
- 漁業協同組合 - 樽井
- 組合員数 -
- 漁港番号 - 3110035

## 沿革
- 2004年（平成16年）6月1日 - 第1種漁港に指定

## 主な魚種
- イワシ
- カレイ
- アナゴ
- スズキ
- タコ

## 主な漁業
- 船びき網漁業
- 底びき網漁業
- 刺網漁業
- たこつぼ漁業
- 採貝藻漁業